# Hagbahah und Gelilah

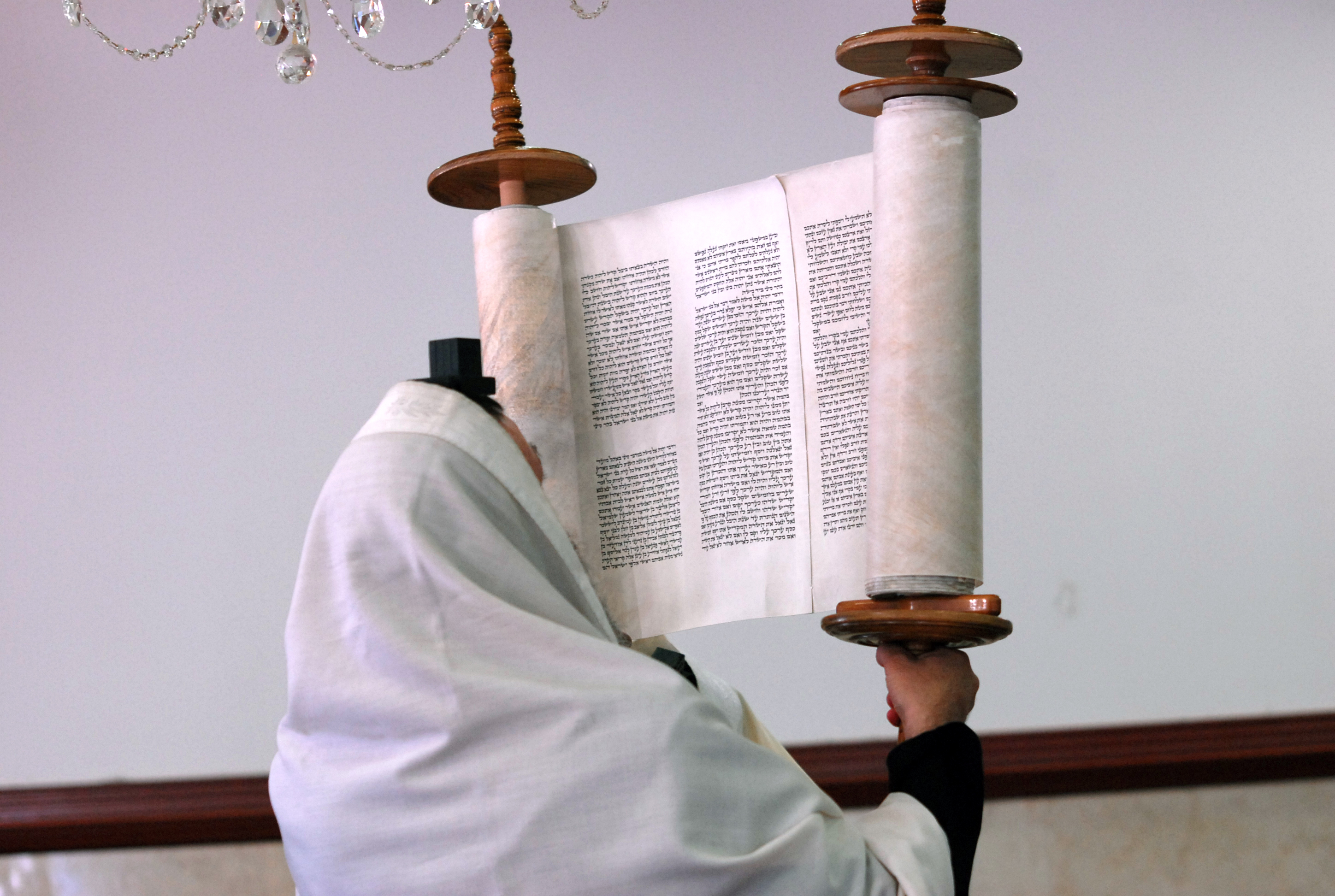
Hagbaha.

Hagbahah (hebräisch הגבהה ‚Erhöhung, Hochhebung‘) und Gelilah (hebräisch גלילה ‚Umwickelung‘) sind zwei zusammenhängende Funktionen im jüdischen Gottesdienst.
Nach jeder Toravorlesung, nach der letzten Alijah, wird die Tora-Rolle mit den fünf Büchern Moses hochgehoben und geöffnet, der Gemeinde vorgezeigt und anschließend eingewickelt. Das Hochheben erfordert neben etwas Kraft vor allem Umsicht. Wer eine Tora fallen lässt, muss nach der Überlieferung 40 Tage fasten – dies zur Erinnerung an die 40 Tage, in denen Moses auf dem Berg Sinai die Tora offenbart wurde.
Während die Tora-Rolle hochgehoben wird, rezitiert die Gemeinde den Bibelvers: Vesot ha-torah ascher sam Mosche lifnei bnei Jisrael al pi Adonai bejad Mosche („Dies ist die Lehre, die Moses den Kindern Israel vorgelegt hat ...“, Dtn 4,44 ).
In sephardischen Gemeinden erfolgt die Hagbahah nicht nach dem Tora-Lesen, sondern vorher.
Das Einwickeln geschieht in fünf Stufen: um die Pergamentrolle wird zunächst ein Wimpel (Mappa) gelegt, anschließend der Toramantel, der Tora-Schild (Tas) – oftmals mit einer Abbildung der Zehn Gebote –, die Jad (Zeiger) und schließlich die zwei mit Glocken versehenen Rimonim (wörtlich: „Granatäpfel“) oder die Tora-Krone auf die Stäbe gesteckt.